# サンヤ・アンチッチ
サンヤ・アンチッチ（Sanja Ančić, 1988年7月18日 - ）は、クロアチア・スプリト出身の女子プロテニス選手。当地の男子トップ選手、マリオ・アンチッチの妹である。右利き、バックハンド・ストロークは両手打ち。

## 来歴
2001年にプロ転向。
WTAの優勝はないが、ITFトーナメントにおいてはドミニカ・チブルコバやサンドラ・クレーゼルなどを相手にシングルスで8勝を挙げた。ダブルスではタミラ・パシェクとペアを組み勝利したことがある。
2007年にはホップマンカップ（男女混合ダブルスによる大会）に兄のマリオとダブルスを組みクロアチア代表として参加した。シングルスの世界ランキング最高は2006年9月11日に達した159位で、ダブルスは2007年3月5日に達した240位が最高である。シングルス・ダブルスともに4大大会の本戦出場はない。
2007年に引退した。